# 4686 Maisica
4686 Maisica eller 1979 SX2 är en asteroid i huvudbältet som upptäcktes den 22 september 1979 av den rysk-sovjetiske astronomen Nikolaj Tjernych vid Krims astrofysiska observatorium på Krim. Den har fått sitt namn efter Maria Luisa Grima Garcia.
Asteroiden har en diameter på ungefär 3 kilometer.